# アード＝ティーモヴァ駅
アード＝ティーモヴァ駅（ロシア語: ст. Адо-Тымово）は、ロシア連邦サハリン州ティモウスク管区アード＝ティーモヴァ村にあるロシア鉄道コルサコフ-ノグリキ線の駅である。

## 歴史
1979年、コルサコフ-ノグリキ線 ティモフスク駅 - ノグリキ駅間開通により開業。貨客駅であるが現在貨物取扱は行っていない。愛称付列車「サハリン」号（ユジノサハリンスク - ノグリキ間）は当駅に停車しない。 